# شارلوت کوردی
ماری - آن شارلوت دو کوردی دارمون (به فرانسوی: Marie Anne Charlotte de Corday d’Armont؛ ۱۷۹۳–۱۷۶۸) معروف به شارلوت کوردی (Charlotte Corday) یکی از چهره‌های انقلاب کبیر فرانسه و عصر وحشت است. او ژیروندن بود و به جرم قتل ژان پل مارا از رهبران ژاکوبن‌ها، به سال ۱۷۹۳ و در ۲۴ سالگی با گیوتین اعدام شد. آلفونس دو لامارتین، شارلوت را فرشته مرگ نامیده‌است.
شارلوت یک اشراف‌زاده بود و وقتی به حامیان انقلاب فرانسه پیوست، با مردی که بعدها تصمیم به قتلش را گرفت در یک جبهه قرار داشت.
شارلوت عضو جناح ژیروندن بود، شاخه‌ای از انقلابیون که خواستار سرنگونی سلطنت بودند اما با خشونتی که انقلاب به سویش پیش می‌رفت، مخالفت داشتند. ژان پل مارا، یکی از مقام‌های ارشد در جناح ژاکوبن به حساب می‌آمد، جناحی که شارلوت با آن مخالف بود. ژاکوبن‌ها، انقلابیونی افراطی بودند که بعدها دوره خونین معروف به «عصر وحشت» را رقم زدند. دوره‌ای که در آن بیش از ۱۶۵۰۰ نفر اعدام شدند.
در ژوئیه سال ۱۷۹۳ شارلوت با این ادعا که می‌خواهد نام چند خائن را فاش کند توانست اجازه ملاقات با مارا را بگیرد. او اما با یک برنامه قتل مارا را در وان حمام با ضربات چاقو به قتل رساند. اما چرا شارلوت سر از حمام مارا درآورده بود؟ این‌طور که پیداست، مارا به دلیل یک بیماری پوستی بیشتر طول روز را در وان حمام می‌ماند و طبیعی بود ملاقات‌هایش را هم همان‌جا انجام دهد.
شارلوت همان‌جا دستگیر شد و در روز محاکمه‌اش گفت: «برای نجات هزاران نفر، یک نفر را کشتم.» او چهار روز بعد از آن به جرم قتل در ۲۴ سالگی با گیوتین اعدام شد.

## شارلوت کودری در هنر
ژاک-لوئی داوید تابلوی «مرگ مارا» را با الهام از این رویداد کشیده‌است.

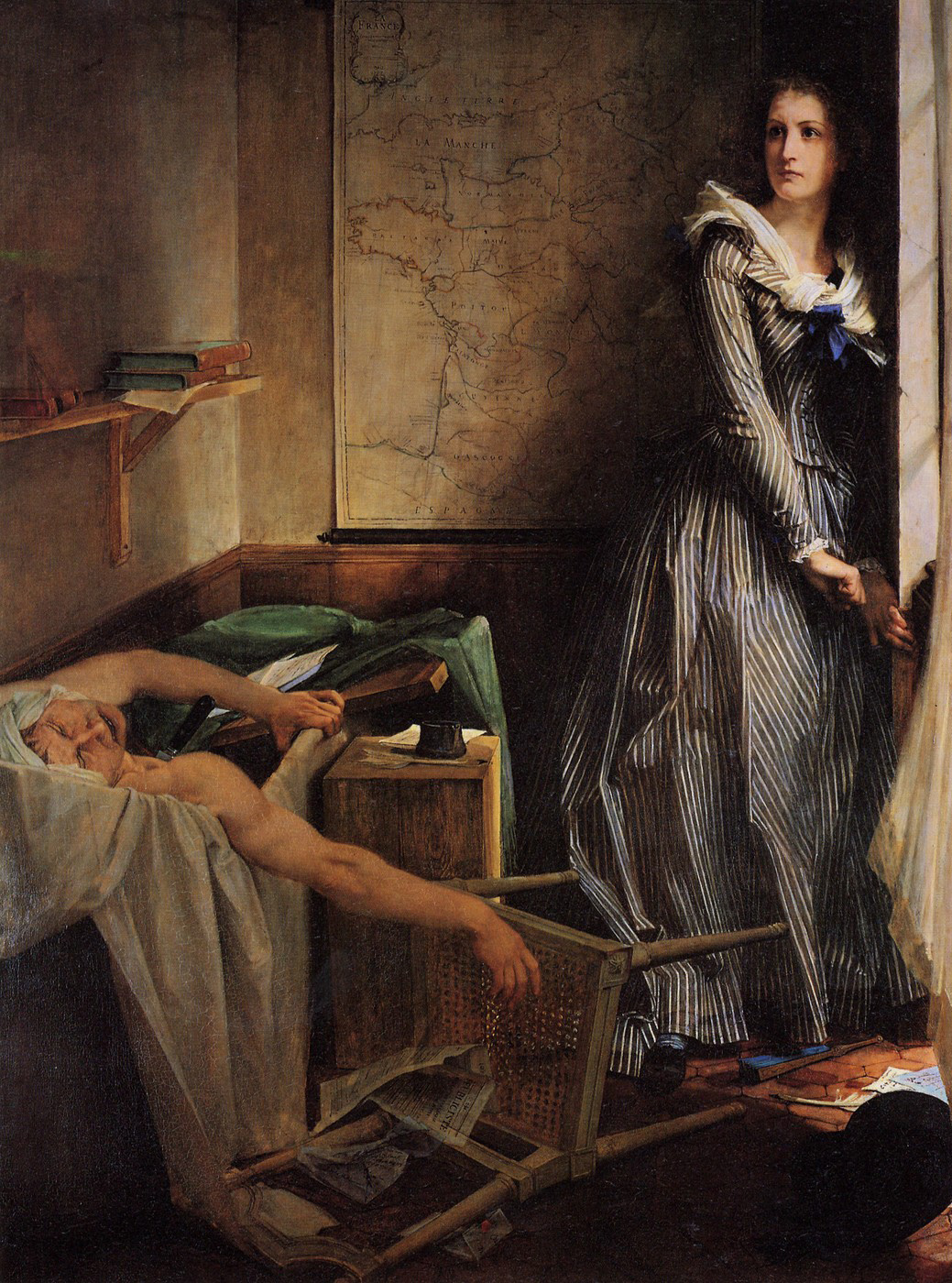
شارلوت کوردی ۱۸۶۰ م. اثر پال-ژاک آئدری
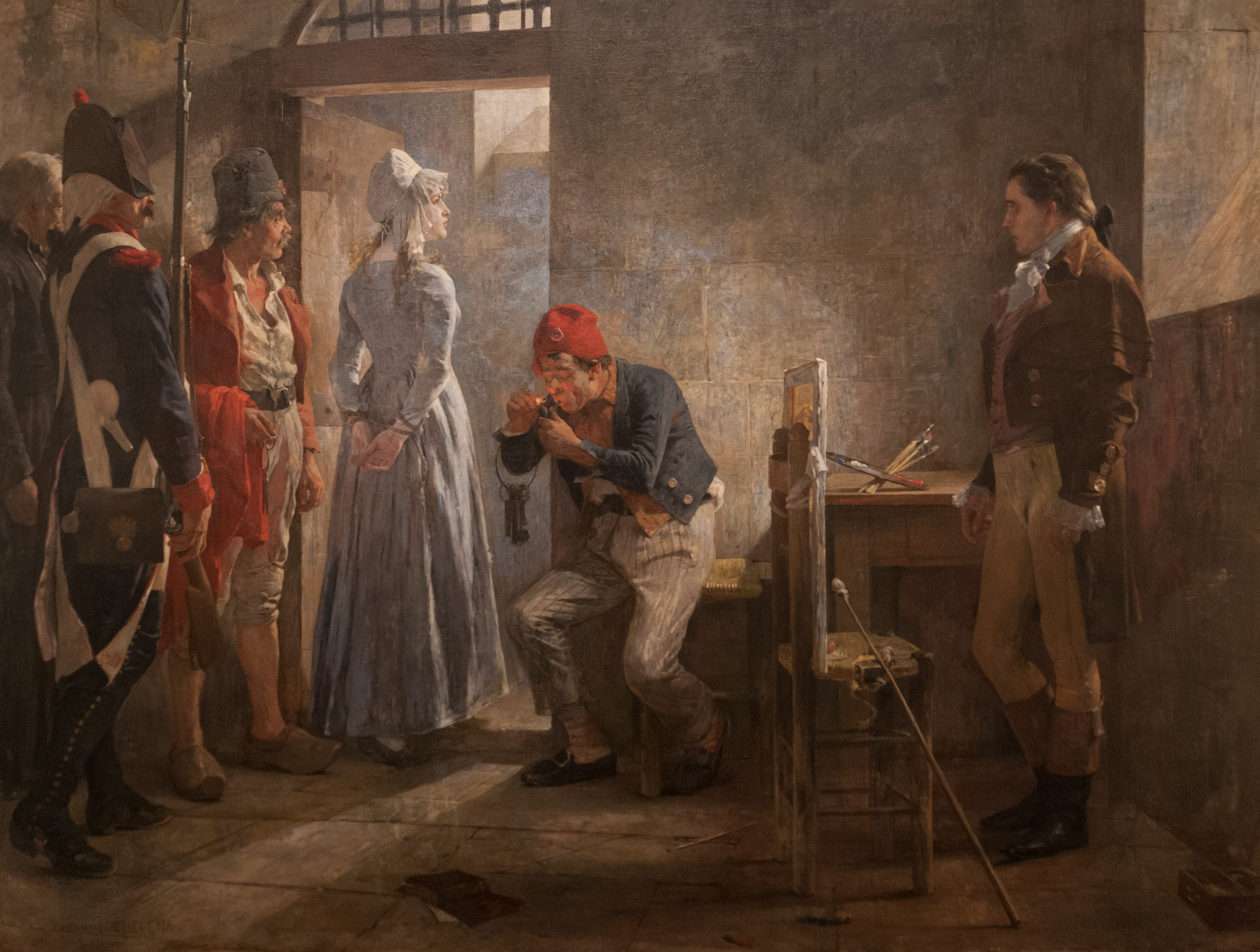
آخرین دقایق شارلوت کوردی ۱۸۸۹ م. اثر آرتورو میچِلِنا
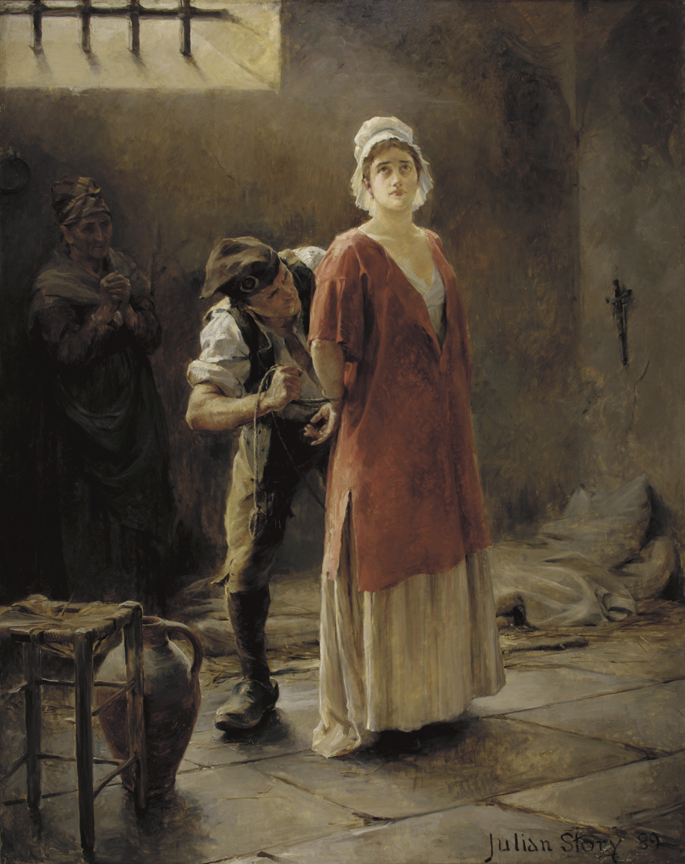
شارلوت کوردی ۱۸۸۹ م. اثر جولیان استوری
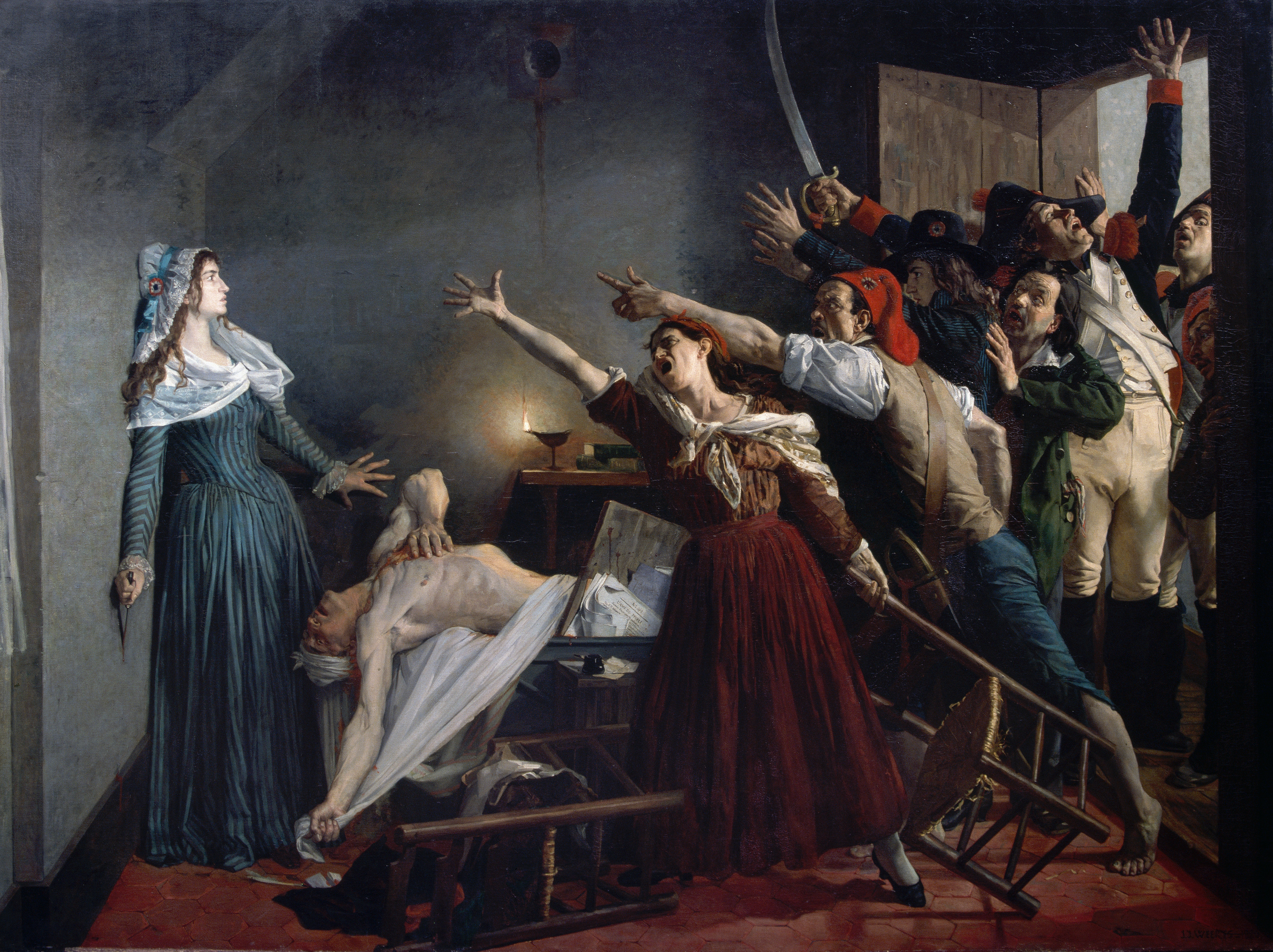
ترور مارا  اثر ژان جوزف ورتس
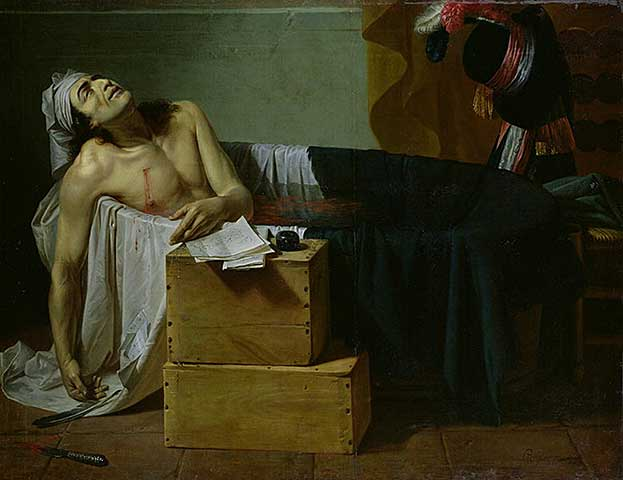
مرگ مارا  اثر گیلم-جوزف روکو ۱۷۹۳ م. یک چاقو بر روی زمین در پایین سمت چپ در نقاشی‌های روکو و دیوید دیده می‌شود.
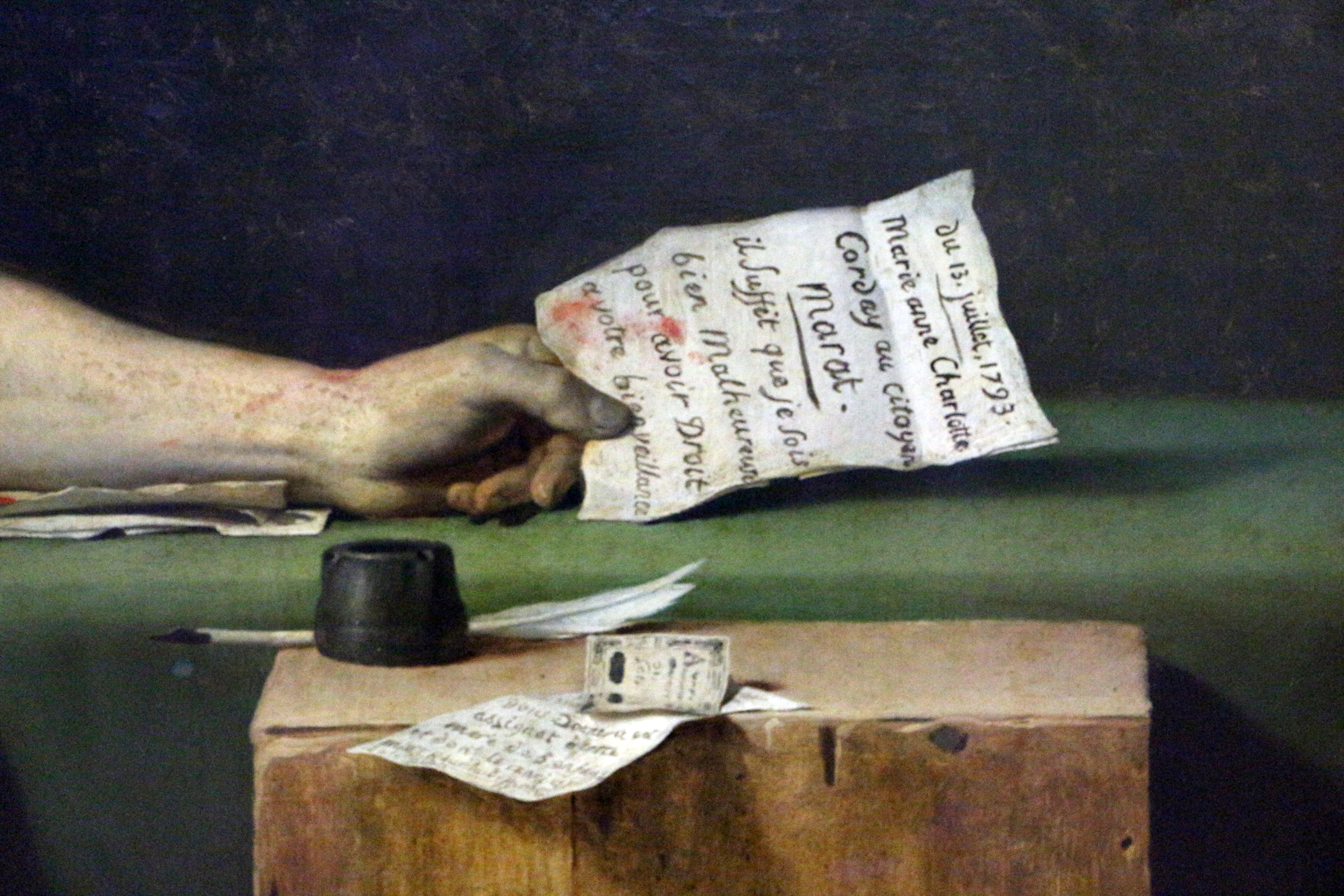
بخشی از تابلوی  مرگ مارا ۱۷۹۳ م. اثر ژاک لوئیز دیوید، موزه‌های سلطنتی هنرهای زیبای بلژیک
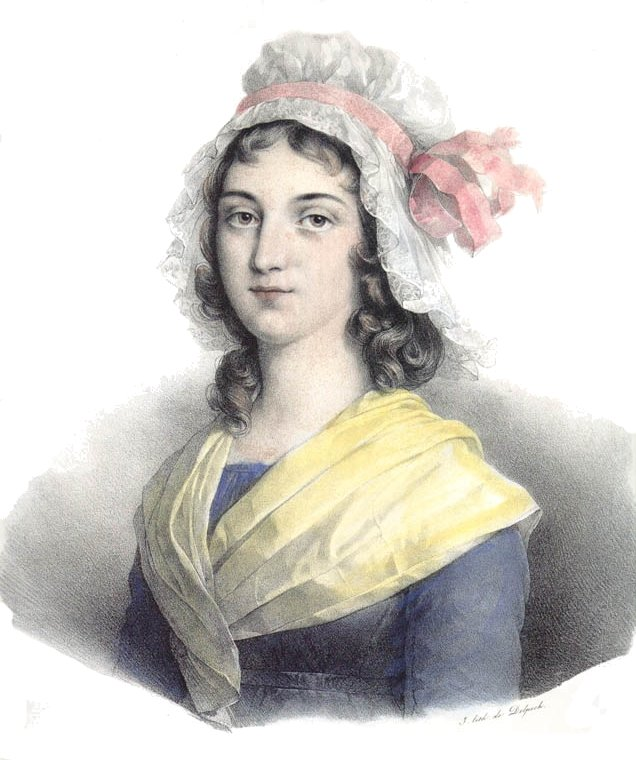
شارلوت کوردی

اثر فرانسیس-سیرافین دلپش